# Aloe lynchii
Aloe lynchii é uma espécie de liliopsida do gênero Aloe, pertencente à família Asphodelaceae.